# 앤티가 바부다 요리

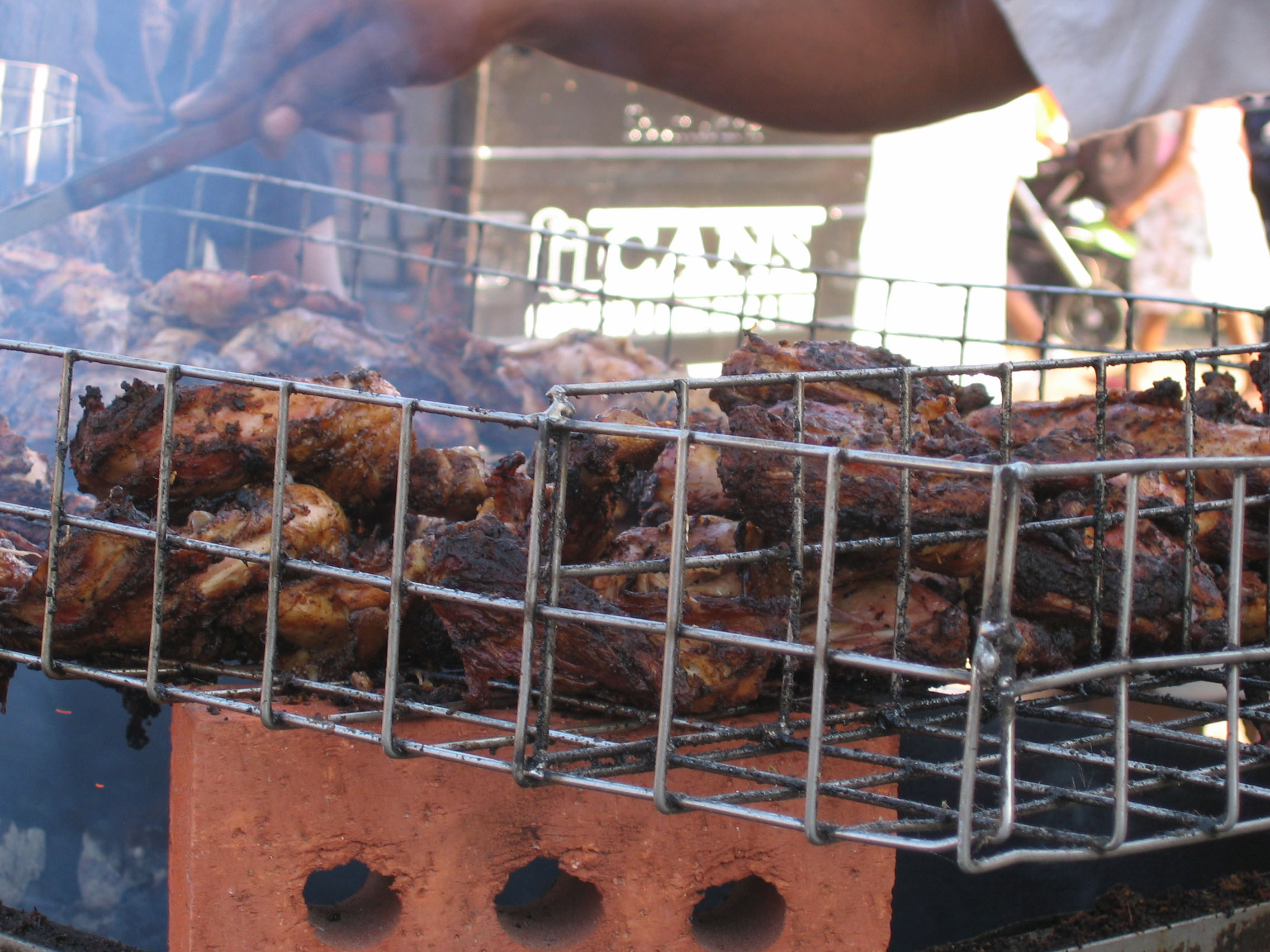

앤티가 바부다 요리(Antigua Barbuda 料理, 영어: Antigua and Barbuda cuisine 앤티궈 앤드 바뷰더 퀴진[*])는 카
- 가지
- 달걀
- 마카로니

## 음료
- 타마린드 주스
- 코코넛밀크
- 레몬에이드

## 같이 보기
- 카리브 요리